# Stenus arenarius
Stenus (Hypostenus) arenarius – gatunek chrząszcza z rodziny kusakowatych i podrodziny myśliczków (Steninae).
Gatunek ten został opisany w 1939 roku przez L. Benicka na podstawie okazów odłowionych na piaszczystym brzegu Rio Reventazón.
Ciało długości 4,5 do 5 mm, czarne z lekkim niebieskawym połyskiem, silnie błyszczące, cienko i rzadko owłosione, grubo punktowane. Brązowe czułki są u nasady mniej lub więcej rozlegle żółtoczerwone. Głaszczki całe albo w większej części żółtoczerwone. Nasada goleni czerwonożółta. Szerokość głowy nie sięga całej szerokości pokryw. Przedplecze trochę szersze niż dłuższe, najszersza pośrodku, bocznie wysklepione, na tylnej i przedniej krawędzi niepunktowane, lecz silnie, poprzecznie koralikowane. Pokrywy znacznie szersze od przedplecza i o ⅓ od niego dłuższe. Odwłok stopniowo spiczasto zwężony, głęboko przewężony na nasadowym pierścieniu. Samiec ma szósty sternit niezbyt głęboko, ale ostrokątnie wcięty, zaś piąty sternit szeroko i głęboko wyokrąglony. Samica ma piąty sternit z płaskim wycięciem.
Chrząszcz neotropikalny, znany wyłącznie z Kostaryki.